# Miroszláv horvát király
Miroszláv (? – 949) a középkori Horvát Királyság uralkodója volt a Trpimirović-ház-ból 945-től, amikor meghalt apja, I. Kresimir.
Miroszláv Kresimir legidősebb fia volt. Valószínűleg még kiskorú volt, mert rögtön trónrajövetele után Pribin bán föllázadott ellene. Horvátországban polgárháború tört ki, amelyet öccse, Mihály Kresimir hívei robbantottak ki.
A belső harcok közepette a horvát állam elveszítette Krk, Osor, Rab és Vrgada szigeteket, illetve tengerparti városokat, amelyek visszakerültek bizánci uralom alá, Vis és Lastovo pedig Časlav Klonimirović szerb herceg uralma alá került. Časlav herceg kihasználta a horvát belvillongásokat és 948-ra megszerezte Horvátország területeit a mai Boszniában is a Vrbas folyóig.
A korábban nagy erejű horvát flotta 30 hajóra apadt ebben az időben. Miroszláv gyalogsága és lovassága hatalmas vérveszteségeket szenvedett és végül 949-ben Pribin bán megölte magát a királyt is. Öccse, Kresimir követte a trónon.